# Синереза
Синере́за (тж. синере́зис) (др.-греч. ἡ συναίρεσις, собирание, соединение, сокращение) — фонетическое явление в латинском стихе; стяжение двух смежных гласных, не подвергающихся номинальному слиянию, в дифтонг. Напр. Quodsi pudica mulier in partem iuvet (Hor. Ep. II 39), где в один слог стягиваются гласные ie в слове «mulier», номинально произносимом в три слога. В большинстве случаев явление синерезы происходит metri causa (по требованию метра). В греческом стихе аналогичное явление — синизеса. Явление, аналогичное синерезе, встречается в русской поэзии; ср. «озарением — озареньем».